# Deficiencia de beta-ureidopropionasa
La deficiencia de beta-ureidopropionasa es una enfermedad muy rara de origen genético que se hereda según un patrón autosómico recesivo y se debe a una deficiencia de la enzima beta-ureidopropionasa, también llamada beta-alanina sintetasa. Se incluye de entre los errores innatos del metabolismo, entre los defectos enzimáticos en el catabolismo de las pirimidinas.

## Función de la beta-ureidopropionasa
La beta-ureidopropionasa juega un importante papel en la degradación de las pirimidinas, tanto del uracilo que forma parte del ARN, como de la tiamina que forma parte de la molécula de ADN. Participa asimismo en el proceso de síntesis del aminoácido Beta alanina, por ello se llama también beta-alanina sintetasa.

## Frecuencia
Hasta el año 2008 se habían descrito únicamente 10 casos en todo el mundo.

## Herencia
Se hereda según un patrón autosómico recesivo. La mutación causante se encuentra localizada en el gen UPB1 situado en el cromosoma 22 humano (22q11.2).

## Enfermedades relacionadas
La deficiencia de beta-ureidopropionasa se incluye dentro de los errores innatos del metabolismo de las pirimidinas en el que se integran otras enfermedades parecidas que afectan a la misma ruta metabólica, entre ellas la deficiencia de dehidropirimidina dehidrogenasa, deficiencia de dehidro pirimidinasa y deficiencia de pirimidina 5´nucleotidasa.

## Síntomas
Las manifestaciones que presentan los niños afectados son de gran variabilidad, oscilan desde retraso mental severo con importante afectación neurológica hasta sintomatología casi imperceptible.

## Diagnóstico
Se observa elevación en orina de los niveles normales de N-carbamyl-β-alanina y N-carbamyl-β-aminoisobutírico.